# Eriopyga punctulum
Eriopyga punctulum là một loài bướm đêm trong họ Noctuidae.